# 매들린 스위튼
매들린 스위튼(Madylin Sweeten, 1991년 6월 27일 ~ )은 미국의 배우이다.

## 출연 작품
- 이글 아이 (2008)
- 아메리칸 스플렌더 (2003)
- 플란다스의 개 (1999)
- 더 크리스마스 패스 (1998)
- 내 사랑 레이몬드 (1996)